# Brownsdale (Minnesota)
Brownsdale es una ciudad ubicada en el condado de Mower en el estado estadounidense de Minnesota. En el Censo de 2010 tenía una población de 676 habitantes y una densidad poblacional de 560,1 personas por km².

## Geografía
Brownsdale se encuentra ubicada en las coordenadas 43°44′25″N 92°52′4″O / 43.74028, -92.86778. Según la Oficina del Censo de los Estados Unidos, Brownsdale tiene una superficie total de 1.21 km², de la cual 1.21 km² corresponden a tierra firme y (0%) 0 km² es agua.

## Demografía
Según el censo de 2010, había 676 personas residiendo en Brownsdale. La densidad de población era de 560,1 hab./km². De los 676 habitantes, Brownsdale estaba compuesto por el 98.08% blancos, el 0.15% eran afroamericanos, el 0% eran amerindios, el 0% eran asiáticos, el 0% eran isleños del Pacífico, el 1.33% eran de otras razas y el 0.44% pertenecían a dos o más razas. Del total de la población el 5.47% eran hispanos o latinos de cualquier raza.